# Present simple
En anglès, el simple present, també conegut com el present simple, és el temps verbal del present (i aspecte no perfectiu). És un dels diversos temps utilitzats per al present en anglès, els altres són el present continuous, que té aspecte progressiu, el present perfect i el present perfect continuous. Aquest temps verbal serveix per expressar veritats (ex: Warm air rises - L'aire calent puja) o permanència (ex: Her parents live in Madrid - Els seus pares viuen a Madrid), així com a acció habitual, és a dir, hàbits o rutines en la vida quotidiana (ex: I get up late on Sundays - Em llevo tard els diumenges o I eat a lot of fruit - menjo molta fruita). També s'utilitza per parlar d'esdeveniments futurs, especialment aquells que estan subjectes a un horari, com poden ser les arribades i sortides de transports públics (ex: The train leaves at nine - el tren surt a les nou), quan diem el temps en què s'ha fet una acció, etc.

## Exemples de conjugació
Exemples inclouen:
- Afirmatiu: I speak English and French (parlo anglès i francès) - She speaks English and French (ella parla anglès i francès)
- Negatiu: I do not (do not) smoke (no fumo) - He does not (does not) smoke (ell no fuma)
- Interrogatiu: Do you speak Catalan? (Parles català?) - Does she speak Catalan? (parla ella català?)

Hi ha dues consideracions importants a tenir en compte a l'hora d'utilitzar el present simple en anglès, ambdues relacionades amb l'ús del negatiu i l'interrogatiu: cal el verb auxiliar licitat: I don't (do not) live in Madrid (no visc a Madrid). Do you speak Catalan? (parles català?).
En segon lloc, l'auxiliar do pren la forma does per a la tercera persona singular: She doesn't speak French (ex: Ella no parla francès). Does he live in Madrid? (ex: Viu ell a Madrid?)
Afirmatiu
I like cheese (m'agrada el formatge)
You like cheese
He / She / (It) likes cheese
We like cheese
They like cheese
Negatiu
I do not like cheese (no m'agrada el formatge)
You do not like cheese
He / She / (It) does not like cheese
We do not like cheese
They do not like cheese
Interrogatiu
Do I like cheese? (a mi m'agrada el formatge?)
Do you like cheese?
Does he / she / (it) like cheese?
Do we like cheese?
Do they like cheese?

## Present simple i adverbis de freqüència
Els adverbis de freqüència són utilitzats amb el present simple sempre quan es vol donar un sentit de periodicitat a les accions que es realitzen habitualment. Els adverbis de freqüència son:
Always -------------------> Sempre
Usually ------------------> Usualment
Often --------------------> Sovint
Sometimes -------------> De vegades
Rarely -------------------> Poques vegades
Never -------------------> Mai
L'adverbi de freqüència sempre ha d'anar entre el subjecte i el verb.
exemples:
- John never eats pizza

- Sara always watches TV in her room
- They sometimes exercise in the park

Una excepció a aquesta regla és l'ús d'adverbis de freqüència amb el verb to be. En aquests casos l'adverbi de freqüència es col·locarà després del verb.
exemples:
- I am often hungry

- He is usually late to school